# カンフー・ジャングル
『カンフー・ジャングル』（原題：一個人的武林（香港タイトル）、一个人的武林（大陸タイトル）、英題：Kung Fu Jungle、US/UKタイトル：Kung Fu Killer）は2014年に公開された香港、中国合作映画。監督テディ・チャン。出演はドニー・イェン、ワン・バオチャン、チャーリー・ヤンほか。第34回香港電影金像奨にて最優秀アクション設計賞を受賞した。

## 解説
原題の『一個人的武林』の武林とは、武侠小説に登場する武術界を示す用語。香港でつけられた英題は『Kung Fu Jungle』だが、英語圏でのタイトルは『Kung Fu Killer』となった。
香港の中国返還後、中国大陸の急激な経済成長に吸収されてゆく香港映画界。長年アクション映画に携わってきた監督のテディ・チャンは、なかでも衰退した功夫アクション映画と
そこに従事してきた人々に対するリスペクトをこの作品に込めたと語った。監督の呼びかけによりゴールデン・ハーベスト会長のレイモンド・チョウをはじめとする数多くの映画人がカメオ出演し、
功夫映画の名作、監督、名優たちもテレビの画面やポスターで登場する。
アクション監督は主演も務めたドニー・イェン。彼のアクション以外のシーンを、トン・ワイ、ユン・ブンといった香港アクション界のベテランがそれぞれのチームを率いて担当した。また長年ドニー・イェンのもとで働くイム・ワーもスタントコーディネーターの1人として名を連ねており、4人は第34回香港電影金像奨において最優秀アクション設計賞を受賞した。
ワン・バオチャンも香港電影金像奨助演男優賞にノミネートされ、
2015年上海国際映画祭の「成龍動作電影週（ジャッキー・チェン・アクション映画ウィーク）」では、この『カンフー・ジャングル』で（アクション映画における）最優秀新人賞を受賞している。
本作は2014年第58回ロンドン映画祭において特別上映作品として招待され、10月12日テディ・チャン監督以下ドニー・イェン、ミシェル・バイ、英皇電影のアルバート・ヤンが出席。この上映がワールドプレミアとなった
。2015年にはダラス国際映画祭、カナダファンタジア国際映画祭、ベルリンファンタジーフィルムフェスタ、チューリッヒ映画祭でも特別上映されている。

## ストーリー
ある武術一門の一番弟子であり警察学校の教官を務めていたハーハウ・モウ（ドニー・イェン）は、他流試合で対戦相手を殺してしまい服役する身であった。ある日、南拳の達人が撲殺されるという事件のニュースをテレビで見たハーハウは、その事件の陣頭指揮を執るロク警部（チャーリー・ヤン）に会うために刑務所で乱闘騒ぎを起こす。3年間模範囚であった彼がなぜそのような事を起こしたのか、面会に来たロクに対し、ハーハウは犯人が功夫の達人であり今後犠牲になるだろう何人もの名前を口にして事件解決の協力をする代わりに自分を釈放しろと要求する。
それを取り合わなかったロクだったが、言った通りに第二の殺人が起こったことからハーハウを仮釈放し捜査に協力させることになる。手掛かりは凶行現場に残された古い武器のレプリカのみ。犯人は功夫修得の口伝の順番で次々とチャンピオンをその相手の技で仕留めていた。一足違いで第三の殺人が行われた現場で、ハーハウは容疑者を発見、追うが逃げられてしまう。そして自らも捜査班の前から姿を消してしまうのだった。
ハーハウは故郷中国佛山にいた。殺人犯を出したことで寂れてしまった一門を師匠の娘シン・イン（ミシェル・バイ）がかろうじて守っていた。失意のうちに亡くなってしまった師匠の位牌の前で悔いるハーハウ。そして殺人現場に残されていたものと同じ武器のレプリカを彼女の元に届けに来た男がいた事を知る。男の名はフォン・ユィシウ（ワン・バオチャン）。口伝通りなら次のターゲットは武器王である。ロク警部にそのことを知らせると警察とともにふたたびハーハウは犯人を追う。

## 出演
| 役名                             | 俳優                         | 日本語吹替 |
| -------------------------------- | ---------------------------- | ---------- |
| ハーハウ・モウ（夏侯武）         | ドニー・イェン（甄子丹）     | 大塚芳忠   |
| フォン・ユィシウ（封于修）       | ワン・バオチャン（王寶強）   | 斎藤寛仁   |
| ロク・ユンサム警部（陸玄心）     | チャーリー・ヤン （楊采妮）  | 日野由利加 |
| シン・イン（單英）               | ミシェル・バイ（白冰）       | 田中杏沙   |
| ラム警視（林碩全）               | アレックス・フォン（方中信） | 西村太佑   |
| 武器王ハン・イップ（洪葉）       | ルイス・ファン（樊少皇）     |            |
| 北腱王タム・キンイウ（譚敬堯）   | シー・シンユー（釋行宇）     |            |
| チャン・パックオン（陳伯光）     | デビッド・チャン （姜大衛）  |            |
| 擒拿王ワン・チー（王哲）         | ユー・カン（喩亢）           |            |
| フォンの妻シェン・シュエ（沈雪） | クリスティ・チェン（陳思漩） |            |
| 刑事タイ・ユエ（大禹）           | ディープ・ン（呉浩康）       |            |
| 湖南ヤクザのボス                 | マン・ホイ（孟海）           |            |
| ルイ・チンイェン（雷清遠）       | ユエン・チュンヤン（袁祥仁） |            |
| トー・フックミン（杜福明）       | ツイ・シウミン（徐小明）     |            |
| 内功王シウ・ホッニン（邵鶴年）   | ユン・ブン（元彬）           |            |
| 尖沙咀署タム刑事（譚富榮）       | テディ・チャン（陳德森）     |            |
| 尖沙咀署チャン刑事（陳樹德）     | アンドリュー・ラウ（劉偉強） |            |
| 刑事                             | ピーター・カム（金培達）     |            |
| チャン警視（陳尚生）             | デレク・クォック（郭子健）   |            |
| 捜査班刑事                       | イウ・マンケイ（姚文基）     |            |
| 女性刑事                         | チャウ・スクワイ（周淑慧）   |            |
| 受刑者A                          | カーク・ウォン（黄志強）     |            |
| 受刑者B                          | チェン・フォンイー（陳會毅） |            |
| 刑務所署長                       | ソイ・チェン（鄭保瑞）       |            |
| 監察医                           | ディオン・ラム（林迪安）     |            |
| 看守1                            | トニー・リャン（梁小熊）     |            |
| 看守2                            | リー・タッチウ（李達超）     |            |
| 看守3                            | イム・ワー（嚴華）           |            |
| 家主                             | パメラ・ヤン（楊盼盼）       |            |
| 映画監督                         | ジョー・チョン（張同祖）     |            |
| 中環警察署の警官2                | ジャック・ウォン（黄偉亮）   |            |
| トラックドライバー               | ブルース・ロウ（羅禮賢）     |            |
| 男性記者                         | ロイ・ツェト（司徒慧焯）     |            |
| 女性記者                         | スーザン・チャン（陳淑賢）   |            |
| ラジオニュースの声               | ン・シーユエン（呉思遠）     |            |
| ニュースキャスター               | アレックス・チェン（章國明） |            |
| 夏侯武が殺害したボクサー         | ベイ・ローガン（Bey Logan）  |            |
| 屋台の客チョウ                   | レイモンド・チョウ（鄒文懷） |            |

### ポスター映像としての登場
エンドクレジット登場順
- ドラゴン危機一発（ブルース・リー）
- ビースト・ストーカー/証人（ダンテ・ラム）
- 蜀山奇傅 天空の剣（ツイ・ハーク、ユン・ピョウ、マン・ホイ、ムーン・リー、アダム・チェン、ブリジット・リン、サモ・ハン・キンポー、チョイ・シウキョン、ダミアン・ラウ、夏光莉）
- ドランクモンキー 酔拳（ジャッキー・チェン、ユエン・シャオティエン）
- 片腕必殺剣（ジミー・ウォング、ラミー・ショウ、チャン・ツェー）
- セブンソード（ラウ・カーリョン）

また、検死室で武器王ハン・イップの遺体をあらためた後、車の中でロク警部が上司からの電話を受け取る。その通話の相手である副署長のネームプレートに書かれた名前が「李陽中」。これは、ジェット・リーが1990年代に自ら設立した正東製作有限公司でプロデュースする際に使っていた別名である。副署長を演じるのは過去多くの香港アクション映画でサウンドエフェクトを手掛けてきた曾景祥。

## スタッフ
- 監督 ：テディ・チャン（陳德森）
- アクション監督 ：ドニー・イェン（甄子丹）
- スタントコーディネーター ：
トン・ワイ（董瑋）、ユン・ブン（元彬）、イム・ワー（嚴華）
- アシスタント・スタントコーディネーター ：
ヤン・チンチン（楊菁菁）、ジャック・ウォン（黄偉亮）、劉國慶、車劍暉、ユー・カン（喩亢）、ジョン・サルヴィッティ（John Salvitti）
- カースタントコーディネーター ：ブルース・ロウ（羅禮賢）、ノーマン・ロウ（羅義民）
- 脚本 ：ラウ・ホーリョン（劉浩良）、マック・ティンシュー（麥天樞）
- 撮影監督 ：ホーレス・ウォン（黄永恆）
- 編集 ：チャン・カーファイ（張嘉輝）、デレク・ホイ（許宏宇）
- 音楽 ：ピーター・カム（金培達）
- 衣裳 ：ドーラ・ン（呉里璐）
- プロダクション・デザイン ：ケン・マック（麥國強）
- 特殊メイクアップ ：マーク・フィリップ・ガルバリーノ（Mark Phillip Garbarino）